# サタデーワイド
サタデーワイドは、NHK-FM放送で2010年4月から2013年3月まで放送されていた、2つのラジオ番組の総合レーベル枠（コンプレックス）である。

## 概要
2010年3月までの14年間放送された「サタデーホットリクエスト」の後継番組。
なお、2013年度の番組改編により、サタデーワイド自体が廃止され、同時に『土曜日レディ』が終了することになったが、『ラジオマンジャック』は土曜日の16時 - 18時枠での単独番組となる。
『サタデーワイド・土曜日レディ』終了後の番組は、『アニソン・アカデミー』である。

## 放送時間
- 毎週土曜日 14:00 - 18:00[2]（JST）
  - 第1・2部は生放送、2011年度まで行っていた第3部（18:00 - 18:50）のみ録音放送が基本となる。
  - 「サタデーホットリクエスト」の時代から行っていた観客に開放した公開放送は全番組とも行っていない。

差し替え
2011年度までの長らくの間、当番組の前の前の番組『FMリクエストアワー』、前身番組『サタデーホットリクエスト』がローカル差し替え枠の放送だったこともあり、土曜14時00分 - 18時50分はローカル枠ということになっていた。
そのため、地域によっては一部分もしくは全枠が別番組に差し替えられる場合がある。
2012年度（2012年4月7日放送）よりローカル放送枠指定は外れたが、引き続き一部地方局で番組を差し替える事がある。
また、国際放送で放送される公開収録番組「○○からこんにちは」、「HELLO from ○○」（○○には地名が入る）をこの枠で放送する放送局も多い。
サイマル配信
「NHKネットラジオ らじる★らじる」では本番組が第1部・第2部・第3部を通して全編同時配信されるため、一部地域で別番組差し替えとなる場合でも本番組を聴取することができる。

### 第1部「土曜日レディ～Lady Saturday Go」
「サタデーワイド」の第1部として、14:00 - 16:00に放送している。パーソナリティは前番組から引き続き杏子が担当。
女性視点のゲストトークと話題紹介を柱としたフォーマットとなっている。コーナーとしては毎回一つの女偏の付いた漢字を取り上げ、なぜその漢字のつくりになったのかリスナーから独自の解釈を募集し紹介する「女偏限定！新漢和辞典」等がある。
月1回、前身番組『サタデーホットリクエスト』にも出演していた大伴良則をレギュラーゲストとして迎え、大伴が薦める音楽を紹介するコーナーがある。
テーマ曲は杏子「恋するサンビスタ」。
この枠の差し替えは以下の通り。
| 都道府県   | 実施放送局    | 差し替え週                     | 差し替え内容・番組 |
| ---------- | ------------- | ------------------------------ | --- |
| 群馬県     | 前橋          | 不定期（月1 - 3回程度）        | ぐんま土曜広場 - 群馬交響楽団の定期演奏会（「群響アワー」） - 独自収録の歌謡ショー - NHK全国学校音楽コンクール群馬県大会の模様 など ぐんまリクエストカフェ |
| 千葉県     | 千葉          | 月一回（おおむね月最終土曜日） | チバ☆スタ |
| 千葉県     | 千葉          | 8月に1回                       | NHK学校音楽コンクール千葉県大会 |
| 岡山県     | 岡山          | 第3週                          | FMはればれライブ |
| 山口県     | 山口          | 月1回                          | やまぐちFM広場 |
| 九州・沖縄 | ブロック内9局 | 原則最終週                     | トン☆スタ |

### 第3部「U-18 ユーガタM塾」（過去）
「サタデーワイド」の第3部として、18:00 - 18:50に放送されていた。若者向け番組の整理に伴い、2012年3月31日放送で終了となり、次番組の「岡田惠和 今宵、ロックバーで〜ドラマな人々の音楽談義〜」以後はサタデーワイドの対象外（ゾーンとしては短縮扱い）となった。
この枠の差し替えは以下の通りであった。
| 都道府県                                       | 制作放送局 | 差し替え週 | 差し替え内容・番組 |
| ---------------------------------------------- | ---------- | ---------- | ------------------ |
| 宮城県、青森県、秋田県、岩手県、山形県、福島県 | 仙台       | 月3 - 4回  | サバトセーラ東北   |

### その他の差し替え枠
- NHK札幌放送局（北海道）では不定期で『札響（札幌交響楽団）FMコンサート』を北海道地方全域で放送。終了時間は収録時間により異なる。番組終了次第、飛び乗って放送。
- 春季・夏季・秋季の各都道府県高校野球大会[5]中継が行われる場合、それを優先する局もある[6]。